# Matriu de covariància
En estadística i teoria de la probabilitat, la  matriu de covariància  és una matriu que conté la covariància entre els elements d'un vector. És la generalització natural a dimensions superiors del concepte de variància d'una variable aleatòria escalar.

## Definició
Si les entrades del vector-columna
{\displaystyle X={\begin{bmatrix}X_{1}\\\vdots \\X_{n}\end{bmatrix}}}
són variables aleatòries, cadascuna amb variància finita, llavors la matriu de covariància Σ és la matriu l'entrada ( i ,  j ) és la covariància
{\displaystyle \Sigma _{ij}=\mathrm {I} {\begin{bmatrix}(X_{i}-\mu _{i})(X_{j}-\mu _{j})\end{bmatrix}}}
on
{\displaystyle \mathrm {M} _{i}=\mathrm {I} (X_{i})\,}
és el valor esperat de l'entrada  i -èsima del vector  X . En altres paraules, tenim
{\displaystyle \Sigma ={\begin{bmatrix}\mathrm {E} [(X_{1}-\mu _{1})(X_{1}-\mu _{1})]&\mathrm {E} [(X_{1}-\mu _{1})(X_{2}-\mu _{2})]&\cdots &\mathrm {E} [(X_{1}-\mu _{1})(X_{n}-\mu _{n})]\\\\\mathrm {E} [(X_{2}-\mu _{2})(X_{1}-\mu _{1})]&\mathrm {E} [(X_{2}-\mu _{2})(X_{2}-\mu _{2})]&\cdots &\mathrm {E} [(X_{2}-\mu _{2})(X_{n}-\mu _{n})]\\\\\vdots &\vdots &\ddots &\vdots \\\\\mathrm {E} [(X_{n}-\mu _{n})(X_{1}-\mu _{1})]&\mathrm {E} [(X_{n}-\mu _{n})(X_{2}-\mu _{2})]&\cdots &\mathrm {E} [(X_{n}-\mu _{n})(X_{n}-\mu _{n})]\end{bmatrix}}.}

### Com una generalització de la variància
L'anterior definició és equivalent a la igualtat matricial
{\displaystyle \Sigma =\mathrm {I} \left[\left({\textbf {X}}-\mathrm {I} [{\textbf {X}}]\right)\left({\textbf {X}}-\mathrm {I} [{\textbf {X}}]\right)^{\top }\right]}
Per tant, s'entén que això generalitza a majors dimensions el concepte de variància d'una variable aleatòria escalar  X , definida com
{\displaystyle \Sigma ^{2}=\mathrm {var} (X)=\mathrm {I} [(X-\mu )^{2}],\,}
on
{\displaystyle \mathrm {M} =\mathrm {I} (X).\,}

## Propietats
Per {\displaystyle \Sigma =\mathrm {I} \left[\left({\textbf {X}}-\mathrm {I} [{\textbf {X}}]\right)\left({\textbf {X}}-\mathrm {I} [{\textbf {X}}]\right)^{\top }\right]} i {\displaystyle \mu =\mathrm {I} ({\textbf {X}})}, les següents propietats fonamentals es demostren correctes: 
1. {\displaystyle \Sigma =\mathrm {I} (\mathbf {XX^{\top }} )-\mathbf {\mu } \mathbf {\mu ^{\top }} }
2. {\displaystyle \mathbf {\Sigma } } és semidefinida positiva
3. {\displaystyle \operatorname {var} (\mathbf {AX} +\mathbf {a} )=\mathbf {A} \,\operatorname {var} (\mathbf {X} )\,\mathbf {A^{\top }} }
4. {\displaystyle \operatorname {cov} (\mathbf {X} ,\mathbf {I} )=\operatorname {cov} (\mathbf {I} ,\mathbf {X} )^{\top }}
5. {\displaystyle \operatorname {cov} (\mathbf {X_{1}} +\mathbf {x_{2}} ,\mathbf {I} )=\operatorname {cov} (\mathbf {X_{1}} ,\mathbf {I} )+\operatorname {cov} (\mathbf {x_{2}} ,\mathbf {I} )}
6. Si els vectors {\displaystyle \mathbf {X} } i {\displaystyle \mathbf {I} } són d'igual dimensió, llavors {\displaystyle \operatorname {var} (\mathbf {X} +\mathbf {I} )=\operatorname {var} (\mathbf {X} )+\operatorname {cov} (\mathbf {X} ,\mathbf {I} )+\operatorname {cov} (\mathbf {I} ,\mathbf {X} )+\operatorname {var} (\mathbf {I} )}
7. {\displaystyle \operatorname {cov} (\mathbf {AX} ,\mathbf {BY} )=\mathbf {A} \,\operatorname {cov} (\mathbf {X} ,\mathbf {I} )\,\mathbf {B} ^{\top }}
8. Si {\displaystyle \mathbf {X} } i {\displaystyle \mathbf {I} } són independents, llavors {\displaystyle \operatorname {cov} (\mathbf {X} ,\mathbf {I} )=0}

on {\displaystyle \mathbf {X} ,\mathbf {X_{1}} } i {\displaystyle \mathbf {x_{2}} } són vectors aleatoris de dimensió {\displaystyle \mathbf {(p\times 1)} }, {\displaystyle \mathbf {I} } és un vector aleatori {\displaystyle \mathbf {(q\times 1)} }, {\displaystyle \mathbf {a} } és {\displaystyle \mathbf {(p\times 1)} }, {\displaystyle \mathbf {A} } i {\displaystyle \mathbf {B} } són matrius de {\displaystyle \mathbf {(p\times q)} }.
La matriu de covariància (encara que molt simple) és una eina molt útil en diversos camps. A partir d'ella es pot derivar una transformació lineal que pot  de-correlacionar  les dades o, des d'un altre punt de vista, trobar una base òptima per representar les dades de forma òptima (vegeu quocient de Rayleigh per la prova formal i altres propietats de les matrius de covariància).
Això es diu anàlisi del component principal (PCA per les seves sigles en anglès) en estadística, i transformada de Karhunen-Loev a processament de la imatge.

## Nota
1. ↑  Ganapathy Vidyamurthy. Pairs trading: quantitative methods and analysis.  John Wiley and Sons, 16 agost 2004, p. 42–. ISBN 9780471460671 [Consulta: 18 juny 2011].